# تانغ كوينينغ
تانغ كوينينغ (8 ديسمبر 1871 - 3 يونيو 1937) أول عضو أنثى في تونغ مانغ هوي (التحالف الثوري الصيني)، وهي جمعية سرية وحركة مقاومة سرية تأسست في طوكيو، اليابان على يد سون يات سين وسونغ جاورين في عام 1905. يُشار إلى تانغ باعتبارها واحدة من «أشهر الناشطات في التاريخ الصيني الحديث».
هي رئيسة تحالف حق المرأة في الاقتراع، وهي منظمة نشأت من خلال دمج تحالف نانجينغ النسائي، وجمعية النسائية الاحتياطية، وجمعية الروح العسكرية النسائية، وتحالف رفاق حق المرأة في الاقتراع في عام 1912. في عام 1913، أسست صحيفة وومنز رايتس ديلي، وهي أول صحيفة للنساء في خونان. لمساهماتها في الإطاحة بالسلالة الحاكمة في الصين، قابلها سون يات سين شخصيًا وأشاد بعملها ثم حصلت على وسام الحبوب الذهبية الرائعة الثمينة من الدرجة الثانية.

## سيرتها المهنية
في عام 1904، عندما كانت في الثالثة والثلاثين من عمرها، ذهبت إلى اليابان لمتابعة دراستها في مدرسة شيمودا أوتاكو للمرأة العملية في طوكيو، والتي عززت الروح الإصلاحية المحافظة المتمثلة في «الزوجات الصالحات والأمهات الحكيمات». لم يرضيها هذا ثم انتقلت إلى شنغهاي مع شقيقها تشيان. لقد شكلت دائرة من أصدقائها القدامى من الصين ذوي أيديولوجية مماثلة لإحداث تغيير في المجتمع الصيني والمشهد السياسي. سرعان ما أصبحت عضوًا نشطًا في التحالف الثوري فقد كانت الأنثى الوحيدة فيه، وسُميت بمودة باسم «الأخت الكبرى تانغ»، ولعبت دورًا رائدًا. في عام 1905، أدى نهجها الثوري إلى تعلم كيفية التعامل مع الأسلحة وتصنيع القنابل، كان اللاسلطويون الروس هم المدربون وأخذت تانغ هذا التدريب باندفاع وحماس، وشاركت فيه أيضًا العديد من صديقاتها النسويات. ثم انطلقت حركة الاقتراع منذ عام 1910 وحتى عام 1913 وانضم إلى الحركة العديد من أصدقائها. داخل مجتمع المنفى، لعبت تانغ، بكفاءتها في الصحافة السياسية، دورًا رئيسيًا في إعطاء دفعة إيجابية للحركة.
بعد ذلك، أظهرت نهجًا متشددًا في متابعة قناعتها بتحقيق المساواة بين الجنسين بين الرجل والمرأة، ومشاركة المرأة في الشؤون السياسية. كانت حركاتها النسوية في الصين جزءًا من الثورة الاجتماعية في الصين، خلال ثورة 1911. بصفتها زعيمة لتحالف حق المرأة في التصويت، قادت سلسلة من المظاهرات التي اقتحمت فيها هي والعديد من النساء الأخريات جلسات البرلمان، مطالبات بأن يتضمن الدستور المؤقت الذي كان قيد المناقشة آنذاك حقوق التصويت للنساء. ووافق سون يات سين على القيام بالوساطة، ووعد البرلمان بمناقشة الموضوع. بعد استقالة سون يات سين من الرئاسة، فقدن الكثير من نفوذهن. في أغسطس 1912، أقِرت القوانين الانتخابية التي استبعدت النساء على وجه التحديد سواءً كنّ ناخبات أو مرشحات.
أثناء لعبها دورًا قياديًا كعضو في حركة المقاومة في اليابان، أنشأت مجلة رابطة الطالبات الصينيات لتعزيز الأنشطة الثورية في الصين. كما كانت مسؤولة عن إنشاء جريدة تين داي فيرناكيلر للمرأة واستأنفت نشر تشاينيس وومن ريبورت. في خونان، في عام 1913، أنشأت صحيفة وومنز رايتس ديلي، والتي كانت الأولى من نوعها. أدت الدعوة للدراسات النسائية من قبل تانغ كونينغ وشين بيتشن إلى إنشاء كونينغ مدارس لمجتمع خونان النسائي، باستثناء العديد من مدارس الفتيات. كانت إحدى نتائج الحركة النسوية هي إنشاء المنظمات العسكرية النسائية، حتى أن النساء اغتلنّ عددًا قليلًا من المسؤولين في سلالة تشينغ (1644-1911). من التطورات الإيجابية الأخرى للثورة، حضور الأطفال من الجنسين في فصول التعليم المختلط، مما ساعدهم على إثبات حقوقهم منذ الصغر. أنشأت تانغ مؤسستين تعليميتين -مدرسة الفنون للبنات والمدرسة المهنية للبنات.